# Bertrand Guillonneau
Bertrand Guillonneau (né le 5 février 1959 à Paris) est un chirurgien français, urologue, spécialisé dans la chirurgie des cancers génito-urinaires et particulièrement les cancers de la prostate.  
Bertrand Guillonneau est reconnu pour ses travaux en chirurgie dite peu invasive par voie cœlioscopique avec ou sans assistance robotique qu'il a débuté en 1992 à Nantes et pour lesquels il a obtenu en 2001 l'Habilitation à Diriger les Recherches de l'Université Paris VI. Il est un des pionniers mondialement reconnu pour avoir initié la chirurgie cœlioscopique complexe en urologie, appliquée en particulier au cancer de la prostate, par voie cœlioscopie en 1998 puis avec assistance robotique en 2000. Son nom est attaché aux techniques de prostatectomie radicale pour les cancers de la prostate.

## Formation et activités professionnelles
Bertrand Guillonneau étudie la médecine à l'Université Pierre-et-Marie-Curie (Paris VI) puis débute en 1983 son internat au Centre hospitalier universitaire de Nantes. Il est nommé Assistant Chef de Clinique à l'université de Nantes en 1990. Il rejoint ensuite le service d'urologie du Centre médico-chirurgical de la porte de Choisy à Paris du Pr. G. Vallancien, qui fusionnera avec l'Hôpital International Universitaire de Paris pour devenir l'Institut Mutualiste Montsouris.
Il est nommé urologue consultant en 2001 dans le service d'urologie de l'hôpital Henry Ford de Détroit, Michigan, aux États-Unis pour y enseigner la chirurgie du cancer de la prostate par voie cœlioscopique sans et avec assistance robotique. Cela accélèrera la diffusion de la technique aux États-Unis, grâce en particulier à Mani Menon (en) et Ash Tewari (en), qu'il a formés. En 2002 il rejoint le service d'urologie dirigé par Peter T. Scardino (en) au Memorial Sloan-Kettering Cancer Center à New York, en tant que chef de l'unité d'urologie peu-invasive qu'il y crée pour y développer la chirurgie cœlioscopique des cancers urologiques en particulier de la prostate et du rein. 
Pendant cette période, il est nommé professeur d'urologie à l'école de médecine Weill Medical College de l'Université Cornell et professeur adjoint au SUNY Downstate Medical Center (en).
En 2010, il devient le chef du service d'urologie du Groupe Hospitalier Diaconesses Croix Saint-Simon à Paris, France.
Depuis 2019, il dirige le programme de chirurgie oncologique du service d'urologie de l'hôpital universitaire de la Charité de Berlin.
Bertrand Guillonneau a publié de façon exhaustive sur les techniques de chirurgie du cancer de la prostate, ses effets secondaires et ses complications et les façons d'améliorer en permanence les résultats carcinologiques et fonctionnels de la chirurgie du cancer de la prostate.

## Prix et Récompenses
Il reçoit avec Guy Vallancien le prix de la meilleure publication dans European Urology en 1999 pour la description princeps et les premiers résultats de la prostatectomie radicale cœlioscopique.
Il est reçu docteur honoris cause de l'université de médecine et de pharmacie Iuliu Hattienganu de Cluj-Napoca, Roumanie, en 2012.
Il reçoit le Prix 2010 du livre médical de la British Medical Association, section Oncology.

## Publications
- Co-directeur d'ouvrage médical, Bertrand Guillonneau, Guy Vallancien, Urologie, collection InterMed, Éditions Doin, Paris 1999  (ISBN 2-7040-1023-4)
- Bertrand Guillonneau, Inderbir S. Gill, Günter Janetschek, Ingolf A. Tuerk, Laparoscopic techniques in uro-oncology, Springer, Londres 2009 (ISBN 978-1-84628-521-9) (Prix 2010 du livre médical de la British Medical Association section Oncology)
- Auteur de plus de 140 articles médicaux publiés dans des revues à comité de lecture[5].